# Xã Bucklin, Quận Slope, Bắc Dakota
Xã Bucklin (tiếng Anh: Bucklin Township) là một xã thuộc quận Slope, tiểu bang Bắc Dakota, Hoa Kỳ. Năm 2010, dân số của xã này là 19 người.